# National Capital Planning Commission

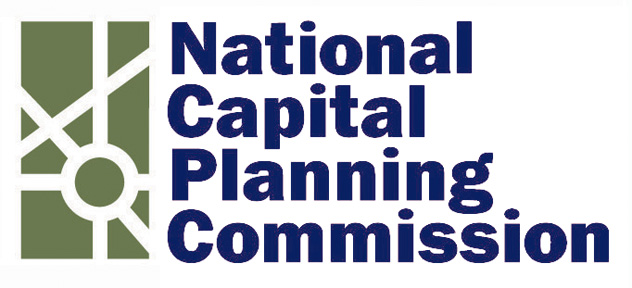
Logotipo da National Capital Planning Commission adotado em 2009.

A National Capital Planning Commission (em português:  Comissão de Planejamento da Capital Nacional) é a agência federal responsável pelo planejamento da região onde fica a capital dos Estados Unidos. Ela colabora com outras agências federais para proteger e valorizar os recursos e os bens federais de grande valor histórico, cultural e natural da região, visando atender ao governo federal e melhorar a qualidade de vida de quem visita, trabalha ou mora na região.

## História
A Comissão foi criada pelo Congresso em 1924 para comprar áreas verdes para a capital e ganhou o nome atual em 1952. A Comissão tem doze membros, sendo três nomeados pelo presidente, um da Virgínia e um de Marilândia, o prefeito de Washington, D.C., o presidente do Conselho do Distrito de Columbia, dois nomeados pelo prefeito, e o presidente dos comitês da Câmara e do Senado que fiscalizam o Distrito. A Comissão também conta com os chefes das três principais agências que possuem terras na região, que são o Departamento de Defesa, o Departamento do Interior e a Administração de Serviços Gerais. Um dos primeiros membros da Comissão foi o arquiteto Clarence C. Zantzinger, natural da Filadélfia.

## Responsabilidades
As principais responsabilidades da Comissão incluem:
- Design Urbano e Revisão de Planos – A principal função da Comissão é avaliar os projetos de desenvolvimento federal na região. Ela examina planos e projetos de diferentes tipos, desde monumentos comemorativos até construções ou reformas de prédios federais.[4]
- Planejamento Abrangente – A Comissão elabora planos integrados para direcionar o crescimento e o desenvolvimento da região onde fica a capital nacional, como o Plano Federal da Capital Nacional e o Plano Integrado da Área Central Nacional.[5]
- Segurança e Preparação – A Comissão organiza os esforços de planejamento para assegurar a segurança e a prontidão das instalações federais na região, como o Programa de Segurança Perimetral Federal.[6]
- Preservação Histórica – A Comissão preserva e valoriza os recursos históricos e culturais da região, como os Monumentos Nacionais e os Marcos Históricos Nacionais.[7]
- Relações Exteriores – A Comissão fiscaliza as questões relacionadas às missões estrangeiras e aos centros internacionais na região, como a localização e o design das embaixadas e consulados.